# كوتش سوكومبهياك
كوتش سوكومبهيك (15 فبراير 1987 في كمبوديا - ) هو لاعب كرة قدم كمبودي في مركز الهجوم. شارك مع منتخب كمبوديا لكرة القدم. أما مع النوادي، فقد لعب مع بنوم بنه كراون وKhemara Keila FC ‏ وNagaworld FC ‏.

## وصلات خارجية
- كوتش سوكومبهياك على موقع الاتحاد الدولي (مؤرشف)  (الإنجليزية)
- كوتش سوكومبهياك على موقع قاعدة بيانات كرة القدم.إي يو (الإنجليزية)
- كوتش سوكومبهياك على موقع ناشيونال فوتبول تيمز (الإنجليزية)
- كوتش سوكومبهياك على موقع Soccerway.com (الإنجليزية)